# بالي بيغ لو
بالي بيغ لو هي قرية في مقاطعة كليبر، إيران. عدد سكان هذه القرية هو 82 في سنة 2006.